# Sjûkelân

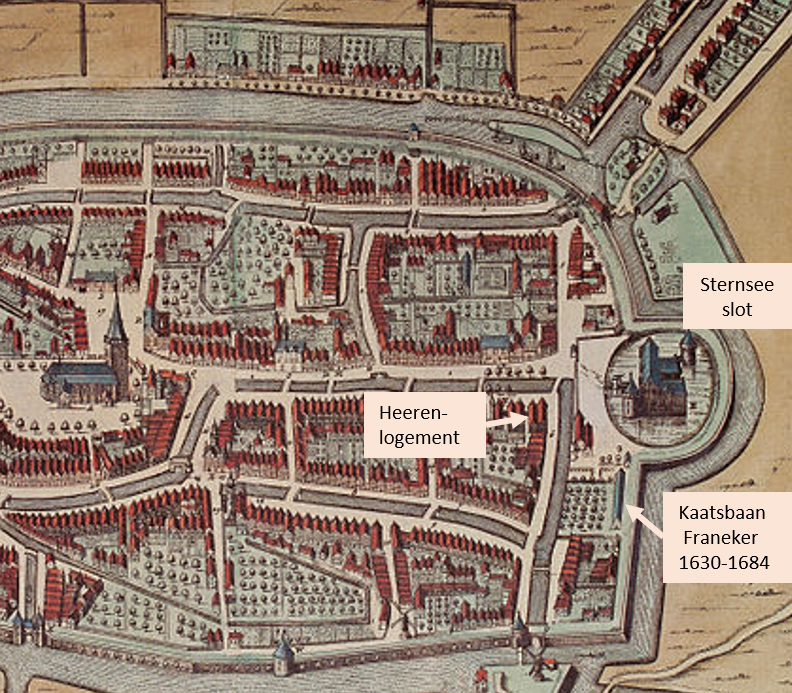
Uitsnede plattegrond Franeker
(het noorden is onder)

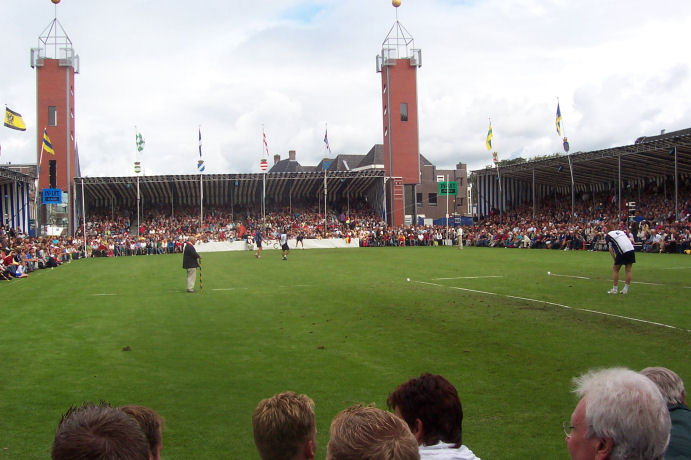
finale PC 2006

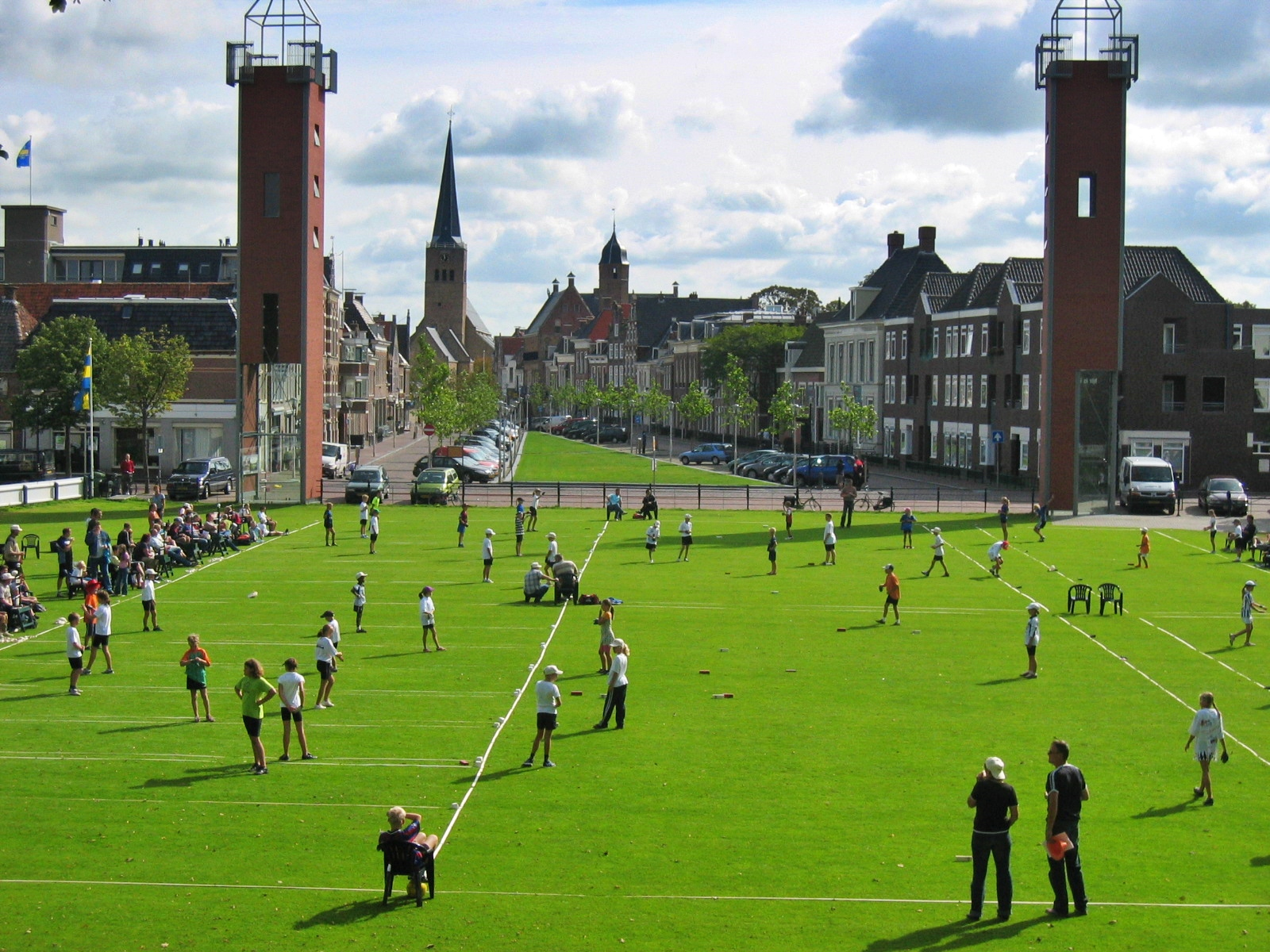
Jeugd kaatst op een kleiner veld, dus kunnen de perken aan de lange zijde van het terrein worden gelegd

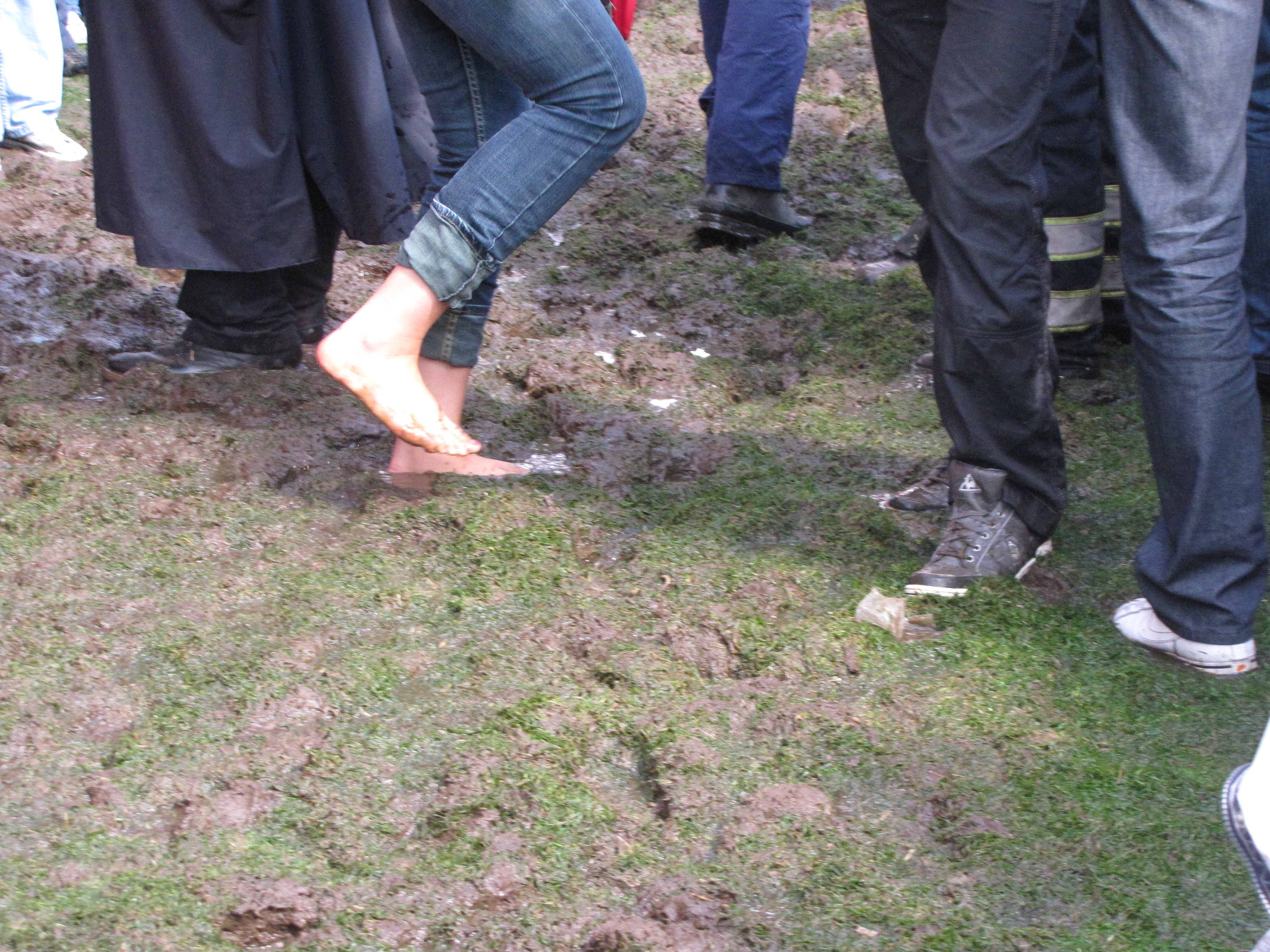
Een modderig veld tijdens de PC van 2010

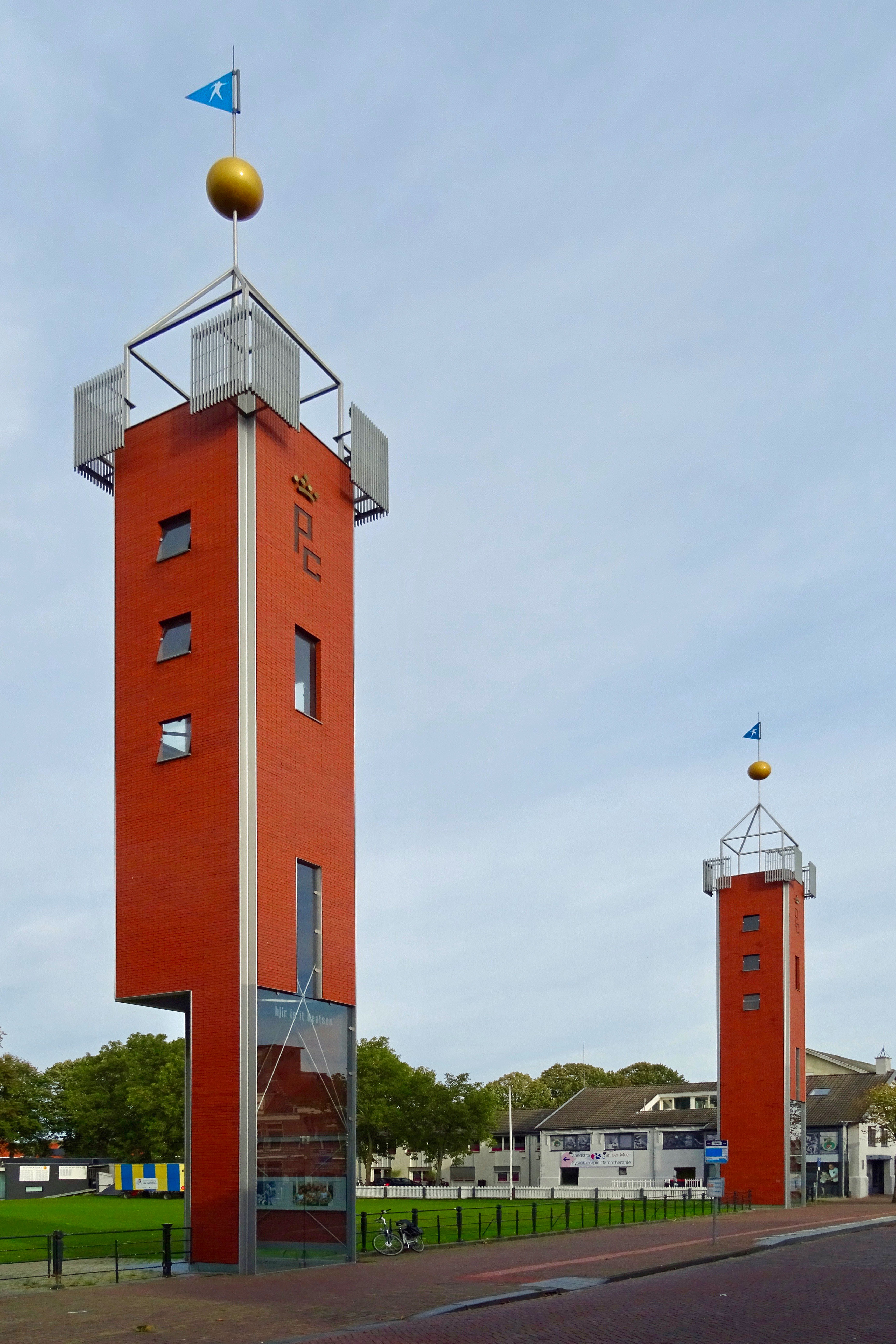
De torens voor de Permanente Commissie, gemaakt door Rein Hofstra

Het Sjûkelân of Sternse Slotland is het terrein in het centrum van de Nederlandse stad Franeker waarop kaatswedstrijden worden gehouden en dat zijn bekendheid vooral dankt aan de jaarlijkse PC-kaatspartij, die er sinds 1856 wordt gespeeld. Het terrein wordt ook gebruikt voor diverse andere evenementen.

## Historische grond
Op de plaats van het terrein stond het Sjaerdemaslot dat kort na 1725 werd gesloopt. Rond 1600 woonde er Carel van Sternsee, zoon van Christoffel van Sternsee, drossaard van Harlingen. Daaraan is de naam Sternse Slotland ontleend. De slotvijver werd met puin en aarde gedempt en het terrein werd in 1733 met vergunning van de stad een stortplaats van vuil en modder. Dat werd enige tijd later gebruikt om enkele stadsgrachten te dempen.
 
In 1754 werd het Sternse Slotland in gebruik genomen als bouwland en een jaar later stond er koolzaad in bloei. Nadat dit was geoogst werd het eerste volksfeest op het Sternse Slotland gehouden. Enkele jaren later werd het terrein als weiland ingericht. Daarmee was een voorspelling uitgekomen die bij het begin van de bouw van het slot zou zijn uitgesproken: het slot zou ooit weer worden afgebroken en het land een weide (Molckweij) worden.

## Sjoeckeland
Het terrein werd in 1770 door de stad gekocht en in 1771 verhuurd aan Nicolaas Sjoeck, kastelein van het Heerenlogement op de hoek van de Voorstraat en de Sjaerdemastraat. Naar hem werd het terrein Sjûkelân genoemd, in de Franeker volksmond verbastert tot Sukerlaan. 
Nicolaas Sjoeck was geboren in het Zwitserse kanton Bern. Zijn vader Aldrik trok naar Franeker en werd er kastelein van het Heerenlogement. Nicolaas kreeg op 16 mei 1763 het burgerrecht van Franeker. Hij overleed eind 1793, begin 1794. Zijn weduwe zette het logement met haar zoon kort voort, maar in 1796 verkocht ze het aan Johan Michael Bölger.
In 1786 legde de stad vast dat het terrein beschikbaar moest worden gehouden voor de jaarlijkse kermis. De stedelijke schutterij gebruikte het terrein voor exercities. In 1785/86 werd in de noordelijke hoek, oorspronkelijk de tuin van het Sjaerdemaslot, het stadsarmhuis gebouwd. Zuidelijk daarvan werd in 1860 de gasfabriek gebouwd.

## Het PC-kaatsveld
Voordat het Sjûkelân als kaatsveld in beeld kwam, werd er vooral gekaatst aan de oostkant van Franeker, waar nu nog een straat de naam Oud Kaatsveld draagt. Daar werden de eerste PC-wedstrijden gespeeld. In 1855 moest de wedstrijd een week worden uitgesteld, doordat het veld door het natte weer slecht bespeelbaar was geworden. Een jaar later was het ‘een modderpoel gelijk’ zonder zicht op verbetering en toen week men uit naar het Sjûkelân, een weiland zonder kaatshistorie, maar een plek met een rijk verleden.
Het weiland was niet echt egaal en in de loop van de eeuwen moest het verschillende malen worden geëgaliseerd. Ook hier had men een paar keer te kampen met wateroverlast. In 1858 was een uitstel van vier dagen nodig. In 1936 barstte tijdens de wedstrijd een hevige onweersbui met dikke hagelstenen los en na de bui bleef het water op het niet gedraineerde veld staan. Men groef greppels om het water naar de bolwerkkant te laten lopen en daar vandaan pompte de brandweer het water in de gracht. In 1942 kon het water in de dagen vooraf op tijd van het veld worden gepompt. Nog in 1985 dreigde de wedstrijd niet te kunnen doorgaan en alleen met veel kunst- en vliegwerk wist men dat te voorkomen. In de herfst van dat jaar werd het veld door de Heidemij gedraineerd, opnieuw geëgaliseerd en weer ingezaaid.
Als kaatsveld was het Sjûkelân aan de krappe kant. Het werd voor driekwart omringd door het zogenoemde Stienslootje, alleen aan de Voorstraatkant liep geen sloot. Het Stienslootje werd in 1905 uitgediept en belangrijk verbreed tot een vijver ten behoeve van de watervoorziening van de nabij gelegen Psychiatrische Inrichting. Nog datzelfde jaar verdronk er een vier-en-halfjarig jongetje in de vijver. In november 1920 zakten twee jongetjes door het ijs van de vijver en eentje verdronk. Omstreeks 1920 werd het Sjûkelân aan de oostkant met acht tot tien meter vergroot en, wellicht mede vanwege de ongevallen, werd vijver rond het veld gedempt. 

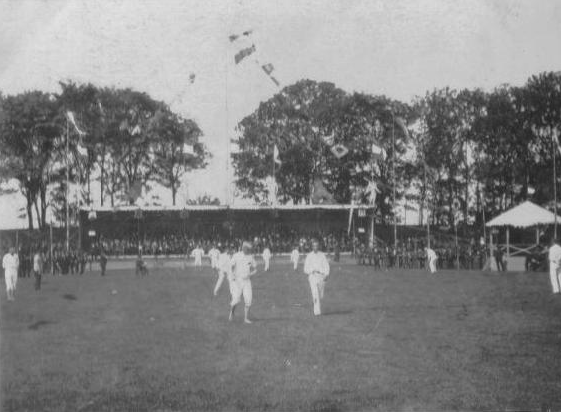
Sjûkelân 1903
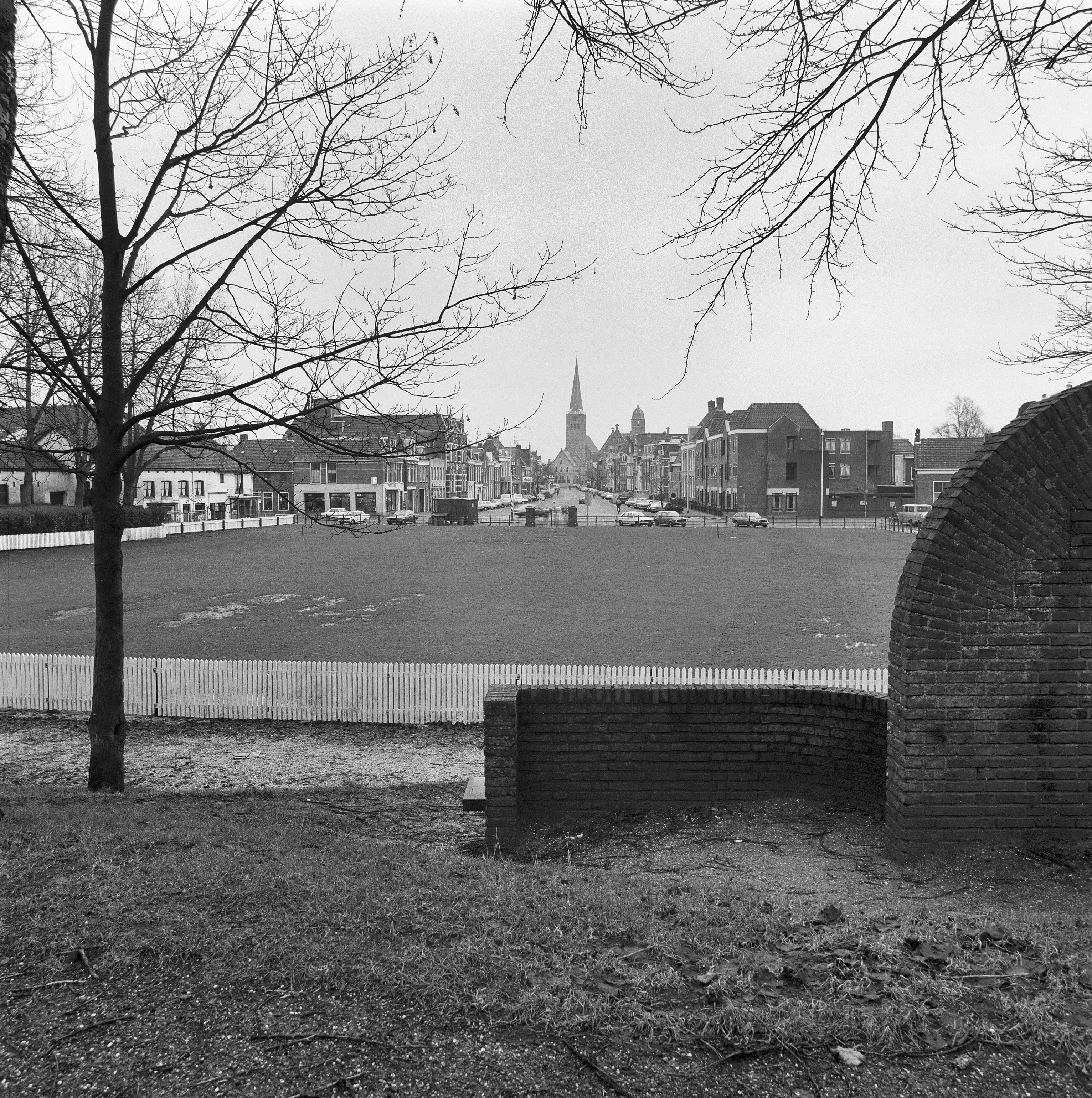
Sjûkelân 1980
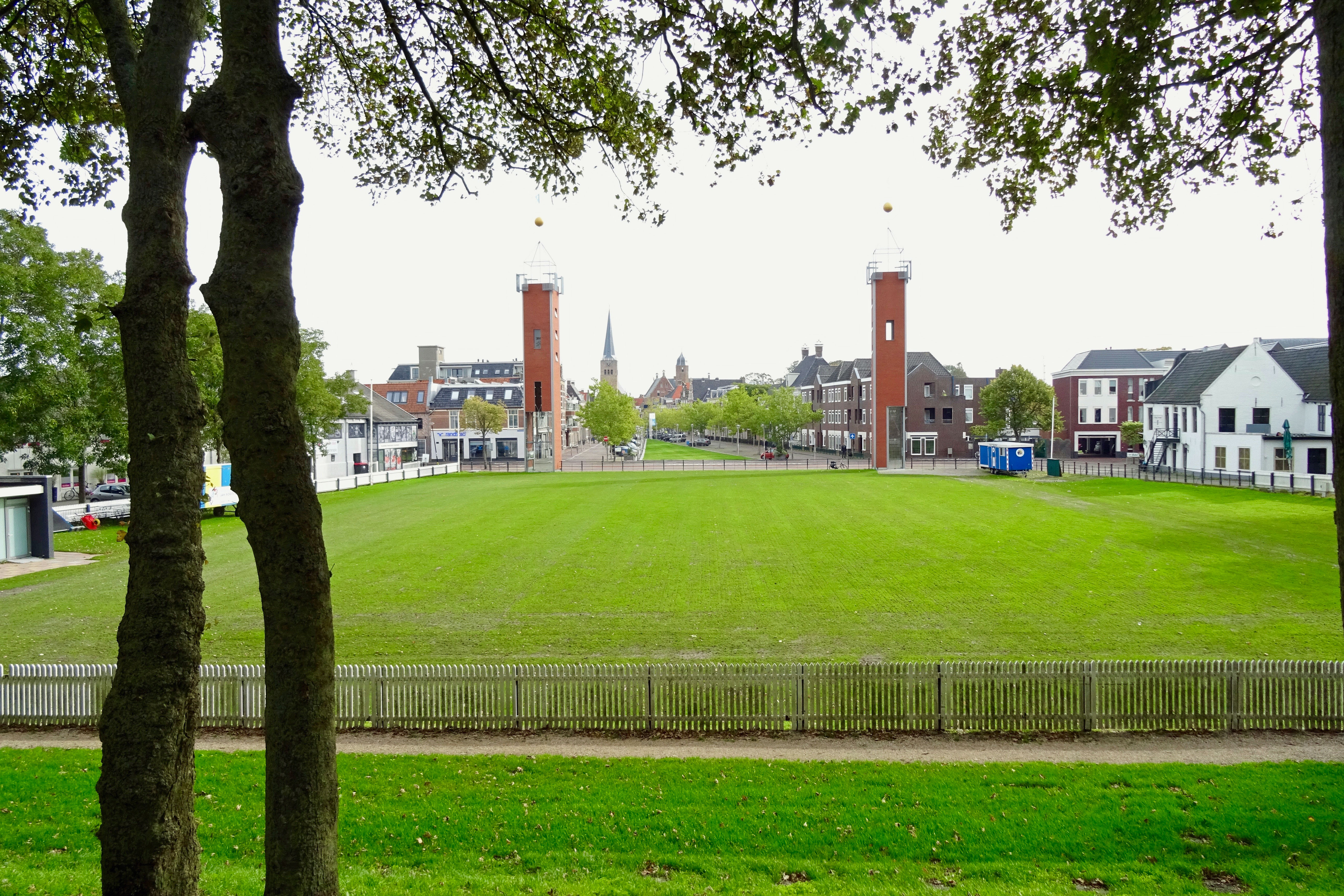
Sjûkelân 2011
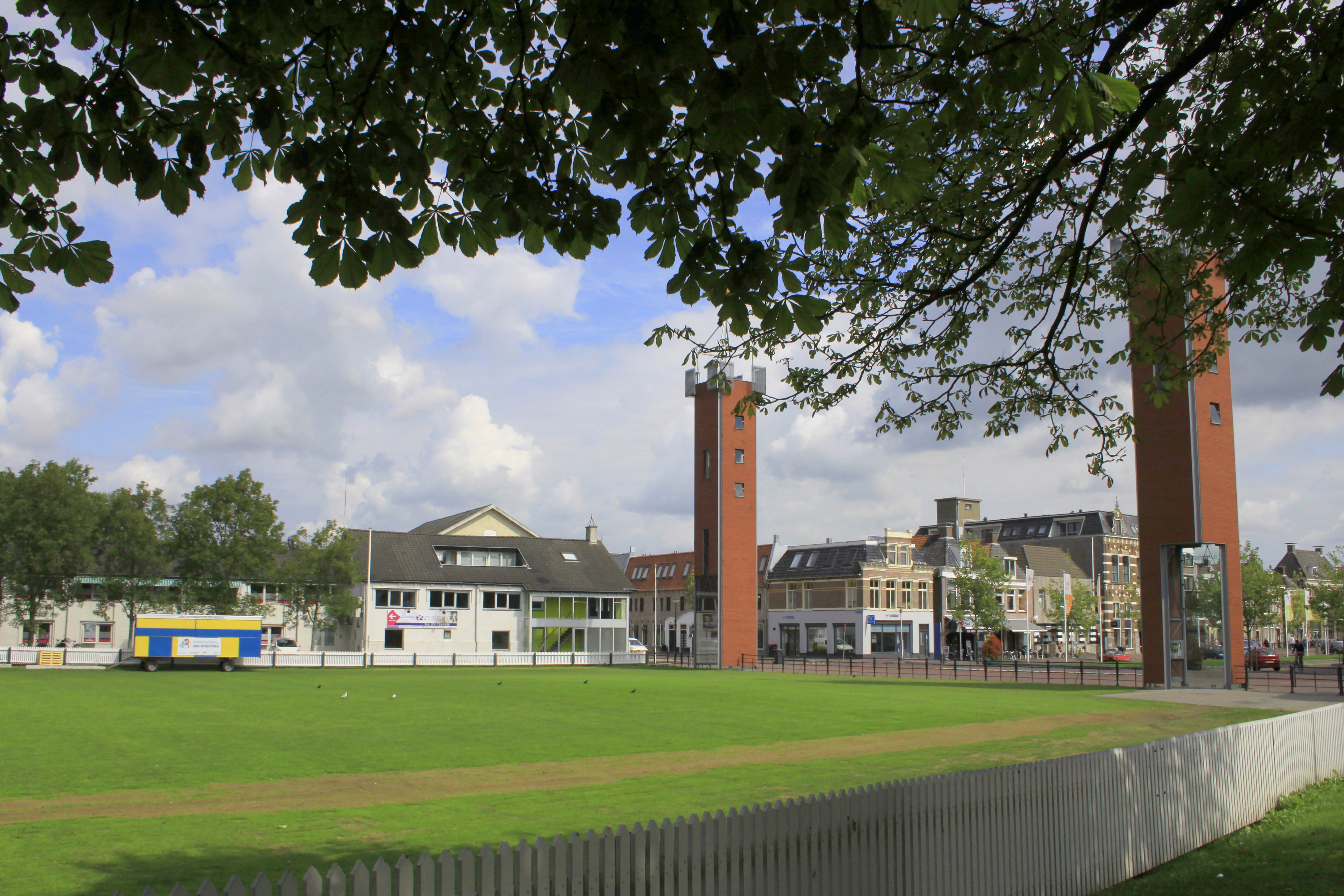
Sjûkelân 2013
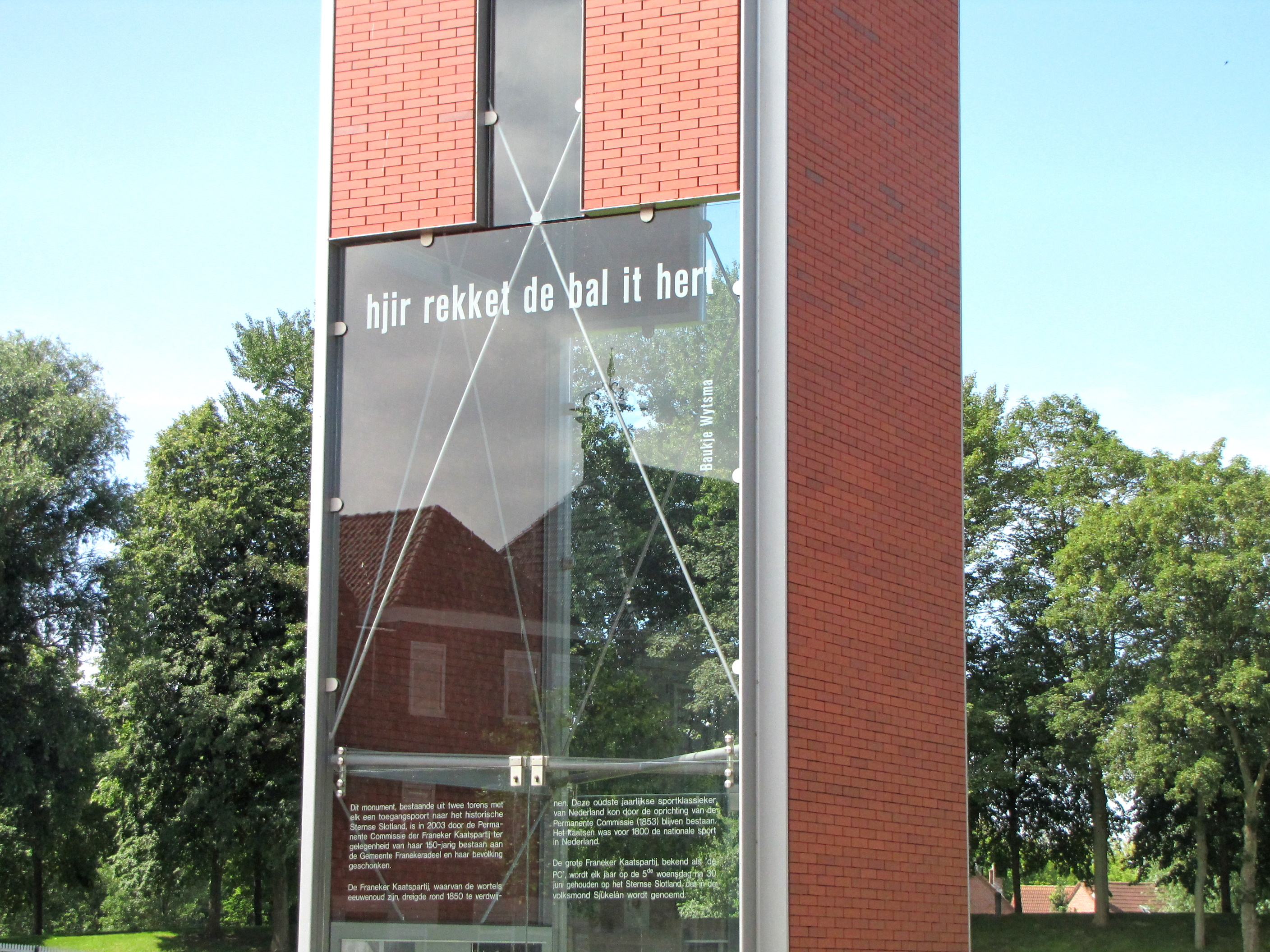
'Hier raakt de bal het hart'

## Evenemententerrein
Niet alleen voor de kermis maar ook voor allerhande andere evenementen werd het Sjûkelân gebruikt. Er werden bijvoorbeeld in het laatste kwart van de 19e eeuw openluchtbijeenkomsten met sprekers gehouden (evangelisatie, drankbestrijding, politieke partijen etc.), de Friesche Maatschappij van Landbouw organiseerde er de tentoonstelling van Vee en Veldvruchten, Franeker oud-studenten organiseerden er tijdens hun reünie volksvermakelijkheden, het muziekkorps van de schutterij gaf er een openbare muziekuitvoering en de gezamenlijke gymnastiekverenigingen gebruikten het terrein voor een feest met bal na. Op koninginnedag 31 augustus 1905 werd er onder grote belangstelling een luchtballon opgelaten.
In 1932 organiseerde Franeker de vijfdaagse Handels- en Reclametentoonstelling Froonacker op het Sjûkelân. In een grote, houten waterdichte tent met houten vloer presenteerden zo’n zestig bedrijven zich. In het kader van het 750-jarig bestaan van Franeker in 1949 werd de handelstentoonstelling Froonacker 2 gehouden. In de jaren 1950 en 1960 werd er tijdens de Agrarische Dagen meestal een kleinere zakententoonstelling gehouden en in 1965 volgde Froonacker 3. Ook zonder zakententoonstelling werd het Sjûkelân tijdens de Agrarische dagen altijd voor bepaalde evenementen gebruikt.

## Andere kaatspartijen
Diverse Friese kaatsverenigingen organiseerden internationale kaatspartijen, waarbij Belgische en Friese parturen beide speltypes tegen elkaar speelden. Bij de eerste demonstratie van het Belgische  spel in Franeker in 1888 bleek het Sjûkelân te klein. Het ijzeren hek aan de Voorstraatkant moest worden gesloopt om de benodigde lengte van 85 meter te bereiken. Toen de KNKB dergelijke partijen organiseerde had men voorkeur voor een plein, meestal in Leeuwarden, omdat een stenen ondergrond beter bij het Belgische speltype paste. Tussen 1960 en 1980 werd in Franeker daarom de Voorstraat gebruikt in plaats van het Sjûkelân.
De KNKB organiseerden vanaf 1897 op Pinkstermaandag de jaarlijkse Bondswedstrijd, waaraan alle afdelingen konden meedoen. Tot 1922 organiseerde elk jaar een andere afdeling de wedstrijd, maar daarna werd hij steeds in Franeker gehouden. De grote deelname maakte het noodzakelijk voor de eerste rondes (‘omlopen’) ook andere speelvelden te gebruiken maar de laatste omlopen waren altijd op het Sjûkelân.
Vanaf 1910 werd de Jong Nederland kaatswedstrijd gehouden, eveneens elk jaar door een andere afdeling georganiseerd tot 1945, daarna was Franeker de vaste plaats en na enkele jaren was Pinksterzondag de vaste dag.
In de jaren 1950 ontstond op enkele plaatsen het bedrijfskaatsen, ook in Franeker. Parturen uit het groot-, midden- en kleinbedrijf kaatsten in competitieverband. Een bijzondere vorm van bedrijfskaatsen was de Politie-PC, die tijdens de Agrarische Dagen op het Sjûkelân werd gehouden.

## 21e eeuw
Ook in de 21e eeuw wordt er gekaatst op het Sjûkelân en wordt van het terrein gebruik gemaakt bij evenementen en ook in de 21e eeuw was er wel eens wateroverlast, zoals in 2010. In 2011 werd het veld opnieuw gedraineerd en ingezaaid. In 2014 waren er van de vier Rock ’n Roll podia twee op het Sjûkelân. Het nationale wetenschapsfestival Expeditie Next in 2022 voerde een deel van de meer dan 100 wetenschapsactiviteiten uit op het Sjûkelân. Ook fungeerde het terrein als finishplein van de Waadhoeke Fietstocht. De gemeente Waadhoeke is de eigenaar, de kaatsvereniging Jan Bogstra de eerste huurder.

### Torens bij het Sjûkelân
Ter gelegenheid van het 150-jarig bestaan van de PC in 2003 schonk de PC-organisatie de stad twee 18,6 meter hoge torens, die werden geplaatst aan de oostkant van het terrein. Ze zijn ontworpen door architect Rein Hofstra. Voor de PC-kaatspartij wordt de zogenoemde Skiltribune tussen de torens gebouwd, die zo een geheel vormen met de rest van het tijdelijke stadion. Onder in de torens zitten glazen deuren, waardoor het publiek naar binnen kan.

### Sjûkelân als herdenkingsplek
In 2005 overleed kaatslegende Hotze Schuil. Zijn kist werd naar het Sjûkelân gebracht waar de PC-voorzitter hem herdacht te midden van zo’n 1200 belangstellenden. Daarna stak hij een graszode uit het Sjûkelân en legde die op zijn kist.
Het uitstrooien van as op het Sjûkelân staat de gemeente Waadhoeke alleen toe in zeer bijzondere gevallen en alleen als de overledene een bijzondere staat van dienst binnen de kaatssport had. In 2021 is deze regeling opgenomen in de APV.